# قائمة مؤلفات ميخائيل هايدن الموسيقية
هذه المادة هي قائمة من المؤلفات الموسيقية من  'مايكل هايدن'  تم فرزها حسب النوع، ثم زمنيا عندما يشار العام للتكوين، وإلا أبجديا. ترقيم بين قوسين بدءا من حرف P يشير إلى كتالوج Perger. الأرقام MH تشير إلى شيرمان وتوماس التسويقي لعام 1993.

## موسيقى الآلات

### سمفونيات
كل سمفونيات مايكل هايدن لديهم لا يقل عن 2 المزامير، الباسوون 2، 2 قرون وسلاسل (الأولى والثانية الكمان، الكمانات والباس، ولكن لا التشيلو). بعض السمفونيات إضافة المزيد من الأدوات، مثل الابواق والطبول في بعض السمفونيات الكبرى C. أنها عادة ما تكون إما في ثلاث أو أربع حركات. ويسمى CONTINUO صراحة إلا في الأعمال السابقة، والطبعات الحديثة عادة ما تتبع الممارسة القديمة من وضع الباسوون، والباس واليد اليسرى من CONTINUO على الموظفين واحد أدناه موظفي الكمانات.
كانت في البداية أرجع العديد من سمفونيات مايكل هايدن إلى جوزيف هايدن. فقط ويرجع واحد منهم أول من فولفغانغ أماديوس موزارت.
- السمفونية رقم 1 في C الكبرى (؟ 1758)، MH 23، Perger 35
- السمفونية رقم A1 في D الكبرى، (1758؟)
- السمفونية رقم B1 في F الكبرى، (1758؟)
- السمفونية رقم 1C في E-شقة الكبرى، MH 35 (مجزأة)، Perger 1 (1760)
- السمفونية رقم 2 في C الكبرى، MH 37، Perger 2 (1761)
- السمفونية رقم 3 في G الكبرى، MH 26 (Divertimento)، (1763)
- السمفونية رقم 4 في-B شقة الكبرى، MH 62، Perger 51 (1763)
- السمفونية رقم 5 في رائد، MH 63، Perger 3 (1763)
- السمفونية رقم 6 في C الكبرى، MH 64، Perger 4 (1764)
- السمفونية رقم 7 في E الكبرى، MH 65، Perger 5 (1764)
- السمفونية رقم 8 في D الكبرى، MH 69، Perger 38 (1764)
- السمفونية رقم 9 في D الكبرى، MH 50، Perger 36 (؟ 1760)